# Hilligje Kok-Bisschop
Hilligje Kok-Bisschop (Staphorst, 1948) is een Nederlandse vrouw die streeft naar emancipatie van gereformeerde vrouwen.
Kok-Bisschop wilde een actieve rol spelen binnen zowel de politieke partij SGP als binnen de gereformeerde kerk waar zij lid van was. Ze werd eerder door haar lokale kerk afgewezen omdat ze in Den Haag lobbyde voor vrouwelijke vertegenwoordiging in de Staatkundig Gereformeerde Partij (SGP). Het vrouwenstandpunt van de Staatkundig Gereformeerde Partij vanuit exegese van Bijbelse geschriften is dat vrouwen anders zijn dan mannen en dat het regeerambt niet hun plaats is. Pas op 16 maart 2013 besloot de partij passief kiesrecht aan vrouwen toe te kennen, zie 
vrouwenstandpunt van de Staatkundig Gereformeerde Partij#Formeel verkiesbaar, handhaving regeerambtbeginsel (2013-).
Filmmaker Emile van Rouveroy van Nieuwaal maakte de documentaire Houdt God van vrouwen? over Kok-Bisschop. Deze documentaire won de Prix Circom voor de beste Europese documentaire van 2013 en de NL award voor beste documentaire van 2013. Een eerdere documentaire van zijn hand over Staphorst, Staphorst in tegenlicht, werd in 2007 uitgezonden.
Op 26 april 2013 werd Kok-Bisschop benoemd tot lid in de Orde van Oranje-Nassau, onder andere voor haar verdiensten op kerkelijk gebied.
Een zoon van Kok-Bisschop, Willem, is homoseksueel. Kok-Bisschop wist de eerste drie jaar niet dat haar zoon samenwoonde met zijn vriend. Ze was niet aanwezig bij het huwelijk van Willem en zijn man, waarvoor ze eind 2013 in een uitzending van De Wereld Draait Door spijt betuigde: "De ene mens mag de andere niet wegzetten. Voor God zijn we allemaal gelijk, ook mijn zoon." In verband met het homostandpunt stapte ze van de Oud-Gereformeerde Kerk over naar de Hersteld Hervormde Kerk.
In 2014 werd haar gevraagd om haar favoriete teksten te delen bij Het Vermoeden, een televisieprogramma gewijd aan interviews door Annemiek Schrijver met verscheidene personen over hun favoriete heilige teksten. Ze zei dat haar motto een passage was van de dichteres M. Vasalis "Niet het snijden doet zo’n pijn, maar het afgesneden zijn." Haar favoriete heilige tekst is Psalm 3:3.